# Логовий (Новосибірська область)
Логовий (рос. Логовой) — селище в Іскітимському районі Новосибірської області Російської Федерації.
Входить до складу муніципального утворення Тальменська сільрада. Населення становить 11 осіб (2010).

## Історія
Згідно із законом від 2 червня 2004 року органом місцевого самоврядування є Тальменська сільрада.

## Населення
| 2002 | 2007 | 2010 |
| ---- | ---- | ---- |
| 16   | ↗24  | ↘11  |